# NGC 1191
NGC 1191 este o galaxie lenticulară situată în constelația Eridanul. A fost descoperită în 2 decembrie 1885 de către Francis Leavenworth. Se află la o distanță de 149,97 de megaparseci de Pământ.